# Хшанув-Малий
Хшанув-Малий (пол. Chrzanów Mały) — село в Польщі, у гміні Гродзиськ-Мазовецький Ґродзиського повіту Мазовецького воєводства.
Населення — 271 особа (2011).
У 1975-1998 роках село належало до Варшавського воєводства.

## Демографія
Демографічна структура станом на 31 березня 2011 року:
|          | Загалом | Допрацездатний вік | Працездатний вік | Постпрацездатний вік |
| -------- | ------- | ------------------ | ---------------- | -------------------- |
| Чоловіки | 125     | 27                 | 91               | 7                    |
| Жінки    | 146     | 31                 | 89               | 26                   |
| Разом    | 271     | 58                 | 180              | 33                   |